# Jeff Donnell
Jeff Donnell est une actrice américaine, née le 10 juillet 1921 à South Windham, Maine, et morte le 11 avril 1988 à Hollywood.

## Filmographie partielle
- 1942 : Le Château des loufoques (The Boogie Man Will Get You) de Lew Landers
- 1942 : Ma sœur est capricieuse (My Sister Eileen), d'Alexander Hall : Helen Loomis
- 1942 : Une nuit inoubliable (A Night to Remember) de Richard Wallace : Anne Carstairs
- 1944 : Crime au pensionnat (Nine Girls) de Leigh Jason : 'Butch' Hendricks
- 1944 : Trois c'est une famille (Three Is a Family) d'Edward Ludwig : Hazel Whittaker
- 1947 : J'accuse cette femme (Mr. District Attorney) de Robert B. Sinclair
- 1949 : La Vie facile (Easy Living) de Jacques Tourneur : Penny McCarr
- 1950 : Le Violent (In a Lonely Place), de Nicholas Ray : Sylvia Nicolaï
- 1950 : L'étranger dans la cité (Walk Softly, Stranger) de Robert Stevenson : Gwen
- 1951 : Vénus en uniforme (Three Guys Named Mike) de Charles Walters
- 1952 : Tu es à moi (Because You're Mine) d'Alexander Hall : Patty Ware
- 1952 : La Revanche d'Ali Baba (Thief of Damascus) de Will Jason (en) : Shéhérazade
- 1953 : La Femme au gardénia (The Blue Gardenia), de Fritz Lang : Sally Ellis
- 1953 : So This Is Love de Gordon Douglas : Henrietta Van Dyke
- 1957 : Le Grand Chantage (Sweet Smell of Success), d'Alexander Mackendrick : Sally
- 1957 : Le Fort de la dernière chance (The Guns of Fort Petticoat),  de George Marshall : Mary Wheller
- 1957 : Mon homme Godfrey (My man Godfrey) de Henry Koster : Molly
- 1970 : Tora ! Tora ! Tora ! de Richard Fleischer
- 1978 : L'Homme araignée (The Amazing Spider-Man), de E. W. Swackhamer : Tante May Parker